# うらぎり者は去れ
『うらぎり者は去れ』（原題：Posse Cat）は「トムとジェリー」の短編作品の一つ。1954年1月30日公開。日本においては2025年1月1日以降パブリックドメインである。

## スタッフ
- 監督 - ウィリアム・ハンナ、ジョセフ・バーベラ
- 製作 - フレッド・クインビー
- 共同製作 - ウィリアム・ハンナ、ジョセフ・バーベラ(全員クレジット無し)
- 原画 - ケネス・ミューズ、エド・バージ、レイ・パターソン、アーヴン・スペンス
- レイアウト - リチャード・ビッケンバック(クレジット無し)
- 背景 - ロバート・ジェントル
- 音楽 - スコット・ブラッドリー
- 彩色・現像 - テクニカラー
- 録音プロセス - ウェスタン・エレクトリック
- 制作 - メトロ・ゴールドウィン・メイヤー・カートゥーン・スタジオ（英語版）
- 配給 - メトロ・ゴールドウィン・メイヤー

## 作品内容
ここはアメリカ西部。とあるガンマンは食事を作る度にジェリーの被害に遭っていた。今日もソーセージをジェリーの投げ縄に攫われてしまう。そんな彼は、ジェリーを捕まえようともせず食べる以外にやる事のない怠け者のトムに対し堪忍袋の緒を切らす。そして七面鳥のローストやグレービーソースをかけたマッシュポテトなどの美味そうな食事を見せ付けた上で、「ネズミを退治するまで、お前の食事はお預けだ！」との最後通告を出した。
トムは早速ジェリーを捕まえようとするが、食事にありつけるとわかると条件反射的に食いついてしまう習性に敵わず、その後もヘマの連続で主人を怒らせ拳銃の乱射を受けるばかり。そんな時、ジェリーが食事の半分を代償にわざと捕まることを提案し誓約書を提示。それに同意したトムはジェリーを退治する芝居を行い、主人からねぎらいの言葉と共に食事を与えられた。
やっと食事にありつけたトムは早速食べようとするが、そこへジェリーが「これ忘れたの？」と誓約書を見せびらかす。トムは「そんなもの知るか」と言わんばかりに誓約書を拳銃でズタズタにした。激怒したジェリーはトムの顔面にご馳走の乗ったプレートをぶちまけ、逆上したトムは家畜用の焼印を用いてジェリーに反撃しようとする。ところが勢い余ってその焼印を思いきり主人の尻に押し付けてしまう。
慌てて逃げるトムと怒り狂い二丁拳銃を乱射しつつ追いかけるガンマン。地平線の彼方へ消えてゆく2人を横目に、ジェリーはゆっくりと七面鳥のローストを平らげるのだった。

## 登場キャラクター
トム
ジェリーを捕まえず怠けてばかりで、食べ物が出た時だけ活発になる態度を主人に咎められ、ジェリー捕獲を命ぜられる。だがジェリーにことごとく逃げられ、一時はジェリーを捕まえたと見なした主人に食事を与えられるも、最後は勢い余って主人に家畜用の焼き印を押してしまい拳銃で追い回される。
ジェリー
投げ縄で巧みに食べ物を横取りし、主人を困らせる。食事を条件に自身を捕まえようとするトムへ、食事の折半を代償にわざと捕まる誓約を持ちかけるが最終的に裏切られたため、トムに復讐する。最後は主人に追いかけられるトムを見届けつつ、七面鳥を一人気ままに食べた。
主人（ガンマン）
食べ物を投げ縄で横取りするジェリーとそれを無視して捕まえようとしないトムにウンザリし、「食べ物はジェリーを捕まえるまでお預け」と通告してジェリー捕獲を命じる。（芝居だが）ジェリーを追い出してみせたトムを褒め称え食事を与えるが、その後の一悶着でトムに家畜用の焼き印で尻を焼かれたため激怒し、トムを拳銃で追い回した。
ちなみにこの主人だけ唯一トムのような絶叫をあげている。
牛
トムが尻尾を挟んだバゲットを食べたため、怒ってトムを投げ飛ばした。